# Палиевщина
Палиевщина — деревня в составе Головчинского сельсовета Белыничского района Могилёвской области Республики Беларусь.

## Географическое положение
Ближайшие населённые пункты: Головчин, Васильки, Заболотье.